# Butch Goring
Robert Thomas "Butch" Goring, född 2 oktober 1949 i Saint Boniface, Manitoba, är en kanadensisk före detta professionell ishockeyspelare och ishockeytränare.

## Karriär
Goring debuterade i NHL med Los Angeles Kings säsongen 1969–70. De första två säsongerna spelade han dock mest i farmarlaget. Det var först säsongen 1971–1972 som han blev ordinarie i Kings, och han gjorde då 50 poäng på 74 matcher. Goring skulle göra ytterligare åtta säsonger i Kings, där han blev känd som en defensivt duktig forward som också bidrog mycket offensivt. Han gjorde bland annat 30 mål eller mer fyra säsonger på raken, och snittade omkring en poäng per match under sina år i Kings. 
Inför slutspelet 1980 blev Goring bortbytt till New York Islanders. Islanders hade under några år varit NHL:s bästa lag, men misslyckats med att vinna Stanley Cup. Den 31-årige Goring skulle bidra med rutin och offensiv i andrakedjan. Detta lyckades han med; på 21 slutspelsmatcher gjorde han 19 poäng, och bidrog kraftigt till att Islanders vann sin första Stanley Cup.
Säsongen efter gjorde Goring 60 poäng på 78 matcher i grundserien. I slutspelet gjorde han 10 mål och 10 assist på 20 matcher. Islanders vann återigen Stanley Cup och Butch Goring fick ta emot Conn Smythe Trophy som slutspelets mest värdefulle spelare. 
De följande säsongerna minskade Gorings poängproduktion i grundserien. Han fortsatte dock att vara en stabil spelare i Islanders och var med och vann ytterligare två Stanley Cup-titlar 1982 och 1983. Säsongen 1984–85 delade han mellan Islanders och Boston Bruins, innan han slutade som NHL-spelare. Hans sista ishockeymatcher på professionell nivå var tio matcher i AHL-laget Nova-Scotia Oilers 1986–1987. Han arbetade sedan som tränare, bland annat som huvudtränare för New York Islanders 1999–2001.
Goring vann som spelare även Lady Byng Memorial Trophy, för gentlemannamässighet och hög spelstandard, samt Bill Masterton Memorial Trophy, för sportslighet och hängivenhet till ishockeyn, NHL-säsongen 1977–1978.

## Statistik

### Klubbkarriär
| 1966–1967  | Winnipeg Rangers   | MJHL       | 51   | 35  | 31  | 66  | 2   | 8   | 2  | 6  | 8  | 0  |
| 1967–1968  | Hull Nationals     | Que-Sr.    | 40   | 16  | 41  | 57  | 4   | —   | —  | —  | —  | —  |
| 1968–1969  | Winnipeg Jets      | WCJHL      | 39   | 42  | 33  | 75  | 0   |     |    |    |    |    |
| 1969–1970  | Los Angeles Kings  | NHL        | 59   | 13  | 23  | 36  | 8   | —   | —  | —  | —  | —  |
| 1969–1970  | Springfield Kings  | AHL        | 19   | 13  | 7   | 20  | 0   | —   | —  | —  | —  | —  |
| 1970–1971  | Los Angeles Kings  | NHL        | 19   | 2   | 5   | 7   | 2   | —   | —  | —  | —  | —  |
| 1970–1971  | Springfield Kings  | AHL        | 40   | 23  | 32  | 55  | 4   | 12  | 11 | 14 | 25 | 0  |
| 1971–1972  | Los Angeles Kings  | NHL        | 74   | 21  | 29  | 50  | 2   | —   | —  | —  | —  | —  |
| 1972–1973  | Los Angeles Kings  | NHL        | 67   | 28  | 31  | 59  | 2   | —   | —  | —  | —  | —  |
| 1973–1974  | Los Angeles Kings  | NHL        | 70   | 28  | 33  | 61  | 2   | 5   | 0  | 1  | 1  | 0  |
| 1974–1975  | Los Angeles Kings  | NHL        | 80   | 27  | 33  | 60  | 6   | 3   | 0  | 0  | 0  | 0  |
| 1975–1976  | Los Angeles Kings  | NHL        | 80   | 33  | 40  | 73  | 8   | 9   | 2  | 3  | 5  | 4  |
| 1976–1977  | Los Angeles Kings  | NHL        | 78   | 30  | 55  | 85  | 6   | 9   | 7  | 5  | 12 | 0  |
| 1977–1978  | Los Angeles Kings  | NHL        | 80   | 37  | 36  | 73  | 2   | 2   | 0  | 0  | 0  | 2  |
| 1978–1979  | Los Angeles Kings  | NHL        | 80   | 36  | 51  | 87  | 16  | 2   | 0  | 0  | 0  | 0  |
| 1979–1980  | Los Angeles Kings  | NHL        | 69   | 20  | 48  | 68  | 12  | —   | —  | —  | —  | —  |
| 1979–1980  | New York Islanders | NHL        | 12   | 6   | 5   | 11  | 2   | 21  | 7  | 12 | 19 | 2  |
| 1980–1981  | New York Islanders | NHL        | 78   | 23  | 37  | 60  | 0   | 18  | 10 | 10 | 20 | 6  |
| 1981–1982  | New York Islanders | NHL        | 67   | 15  | 17  | 32  | 10  | 19  | 6  | 5  | 11 | 12 |
| 1982–1983  | New York Islanders | NHL        | 75   | 19  | 20  | 39  | 8   | 20  | 4  | 8  | 12 | 4  |
| 1983–1984  | New York Islanders | NHL        | 71   | 22  | 24  | 46  | 8   | 21  | 1  | 5  | 6  | 2  |
| 1984–1985  | New York Islanders | NHL        | 29   | 2   | 5   | 7   | 2   | —   | —  | —  | —  | —  |
| 1984–1985  | Boston Bruins      | NHL        | 39   | 13  | 21  | 34  | 6   | 5   | 1  | 1  | 2  | 0  |
| 1986–1987  | Nova Scotia Oilers | AHL        | 10   | 3   | 5   | 8   | 2   | —   | —  | —  | —  | —  |
| NHL totalt | NHL totalt         | NHL totalt | 1107 | 375 | 513 | 888 | 102 | 134 | 38 | 50 | 88 | 32 |

### Internationellt
| År            | Lag           | Turnering     |   | Matcher | Mål | Assists | Poäng | Utv. |
| ------------- | ------------- | ------------- | - | ------- | --- | ------- | ----- | ---- |
| 1981          | Kanada        | CC            | 7 | 3       | 2   | 5       | 4     |      |
| Senior totalt | Senior totalt | Senior totalt | 7 | 3       | 2   | 5       | 4     |      |

### Tränarstatistik
M = Matcher, V = Vinster, F = Förluster, O = Oavgjorda, ÖF = Förluster på övertid, P = Poäng
| Lag                | År        | Grundserie | Grundserie | Grundserie | Grundserie | Grundserie | Grundserie | Grundserie              | Slutspel                  |
| Lag                | År        | M          | V          | F          | O          | ÖF         | P          | Resultat                | Resultat                  |
| ------------------ | --------- | ---------- | ---------- | ---------- | ---------- | ---------- | ---------- | ----------------------- | ------------------------- |
| Boston Bruins      | 1985–1986 | 80         | 37         | 31         | 12         | —          | 86         | 3:a i Adams Division    | Förlorade i första rundan |
| Boston Bruins      | 1986–87   | 13         | 5          | 7          | 1          | —          | 11         | 3:a i Adams Division    | –                         |
| New York Islanders | 1999–2000 | 82         | 24         | 48         | 9          | 1          | 58         | 5:a i Atlantic Division | Missade slutspel          |
| New York Islanders | 2000–2001 | 65         | 17         | 40         | 5          | 3          | 39         | 5:a i Atlantic Division | –                         |
| Totalt             | Totalt    | 240        | 83         | 126        | 27         | 4          | 194        |                         |                           |

## Meriter
- Stanley Cup – 1980, 1981, 1982, 1983
- Conn Smythe Trophy – 1981
- Bill Masterton Trophy – 1977–1978
- Lady Byng Trophy – 1977–1978